# Tar Heel
Tar Heel is een plaats (town) in de Amerikaanse staat North Carolina, en valt bestuurlijk gezien onder Bladen County. Tar Heel is tevens een bijnaam van de staat North Carolina, zijn inwoners, en ook die van de University of North Carolina.

## Demografie
Bij de volkstelling in 2000 werd het aantal inwoners vastgesteld op 70.
In 2006 is het aantal inwoners door het United States Census Bureau geschat op 69, een daling van 1 (-1,4%).

## Geografie
Volgens het United States Census Bureau beslaat de plaats een oppervlakte van
0,6 km², geheel bestaande uit land. Tar Heel ligt op ongeveer 38 m boven zeeniveau.

## Plaatsen in de nabije omgeving
De onderstaande figuur toont nabijgelegen plaatsen in een straal van 20 km rond Tar Heel.